# Castillo de Sarmiento
El castillo de Fuentes de Valdepero, también conocido como castillo de los Sarmiento, o simplemente castillo de Sarmiento, es una fortificación del siglo XV, localizada en la villa palentina de Fuentes de Valdepero, y en las proximidades de Palencia, y del castillo de Monzón de Campos.

## Historia
La historia del castillo de Fuentes de Valdepero,  también conocido como castillo de los Sarmiento, está íntimamente ligada a este linaje. Ya en el siglo XIII aparecía la familia Sarmiento como rica hacendada vinculada a Villarramiel, Lomas y el Valle de la Cueza, localidades todas enclavadas en la actual provincia de Palencia; de su especial dedicación a la viticultura pudiera derivar el apellido “Sarmiento”.
Esta familia tuvo dos grandes áreas de actuación: la zona del Cerrato castellano y el sur del reino de Galicia, de donde fueron adelantados mayores.

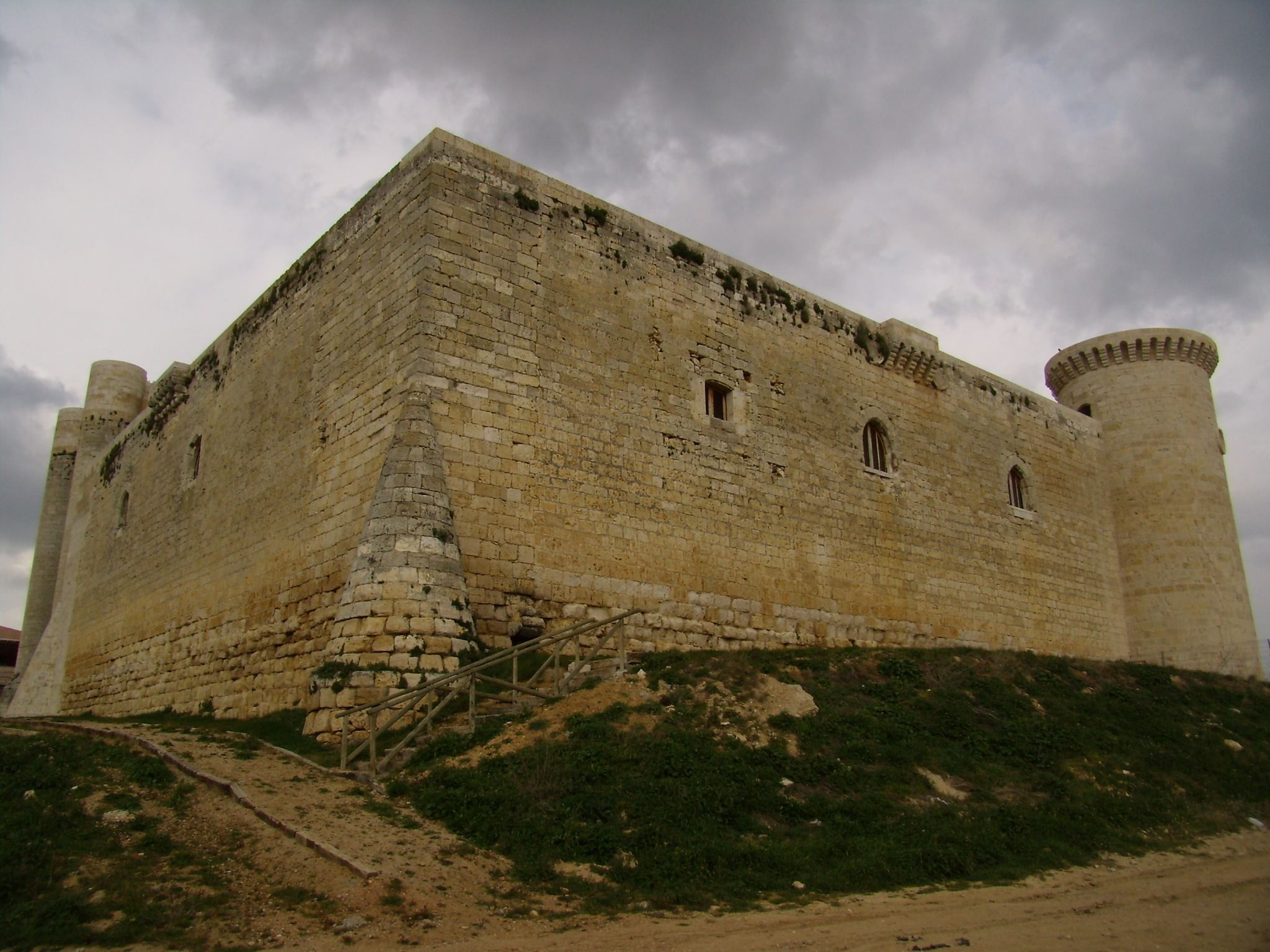
Vista de una esquina de la fortaleza

En 1428 era señor de la villa de Fuentes de Valdepero Diego Pérez Sarmiento, tercero de la estirpe en llevar este nombre, adelantado mayor de Galicia. El 15 de noviembre de 1442 fue nombrado conde de Santa Marta por el rey Juan II y en 1465 renunció al Adelantamiento de Galicia, en favor de su hijo don Bernardino. Precisamente es entre estos años (1442-1465), cuando hay que situar las obras de edificación del Castillo en su construcción inicial, corroborada en las prospecciones arqueológicas realizadas a raíz de las obras de rehabilitación del Castillo que sitúan en el siglo XV los primeros indicios de ocupación del solar.
Esta cronología concuerda con las dos inscripciones que portan sendos escudos con las armas de la familia Sarmiento en el cubo sudeste:
“Don Diego Pérez Sarmiento conde de Santa Marta, adelantado mayor de Galisia”.
El reparto de los bienes dejados por don Diego Pérez Sarmiento tras su muerte, fue la razón por la cual la villa de Fuentes de Valdepero dejó de formar parte de las posesiones del adelantado mayor de Galicia y Conde de Santa Marta y pasó a manos de una de las ramas colaterales de los Sarmiento, concretamente a Andrés de Ribera, casado con una nieta del conde, doña Constanza. Con este motivo se realizó una estimación del coste que supuso la construcción de la fortaleza de Fuentes de Valdepero. El desembolso fue valorado en 2.326.875 maravedíes.
Fue su descendiente, Andrés de Ribera II, señor de Fuentes, trágico protagonista de uno de los hechos más relevantes en la historia del Castillo; en enero de 1521 sufrió en el castillo el asedio de los comuneros a las órdenes del obispo Acuña  a quien permitió la entrada en la fortaleza tras negociar una capitulación honrosa que el Obispo traicionó, apresando a toda su familia y saqueando todo lo de valor que había. El castillo permaneció en poder de los comuneros hasta finales de abril de 1521, después de que fueran derrotados en la batalla de Villalar.

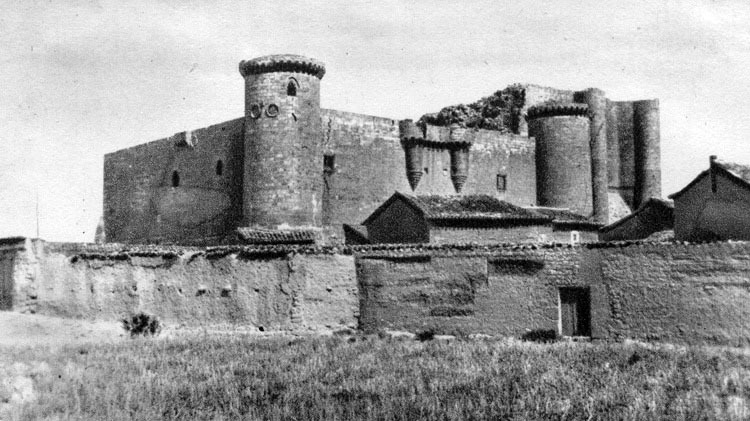
Vista antigua del castillo

Parece que los vecinos de Fuentes de Valdepero se mantuvieron al margen del conflicto; sólo a título particular consta la participación de algunos vecinos tanto entre los defensores, como entre los atacantes.
	 El ataque comunero y los sucesos posteriores debieron provocar tal impresión en Andrés de Ribera que cuando acometió las obras de reparación de los desperfectos causados por los Comuneros en la fortaleza, la remodeló, probablemente, con el objeto de hacerla inexpugnable, hasta el punto que se engrosaron sus muros de forma excesiva, se achicaron puertas y ventanas, quizá de manera desproporcionada y anacrónica. Es por tanto en estas fechas, después de 1521, cuando se realizó la siguiente fase constructiva del castillo.
	En 1531, tal vez sin concluir la remodelación y después de pleitear mucho tiempo con los vecinos por el monte, vendió el Castillo y el señorío de Fuentes a don Diego de Acevedo; la siguiente transmisión de la propiedad es a su hija, Doña Juana de Acevedo y Fonseca. Siendo esta Señora de Fuentes, en el año 1572 el Rey Felipe II instituyó el título condal en ella, así pues fue la primera Condesa de Fuentes de Valdepero.
	Tras sucesivas transmisiones, en 1739 el castillo y el título condal pertenecían a María Teresa Álvarez de Toledo con quien entroncó con la Casa de Alba, que en la actualidad sigue detentando el título de condesa de Fuentes de Valdepero en Cayetana Fitz-James Stuart, duquesa de Alba.
La propiedad del castillo sin embargo se desvinculó de la Casa de Alba en 1874 por venta de Jacobo Fitz-James Stuart.
Tras diversas transmisiones la Diputación de Palencia lo adquirió en 1995, gracias al impulso y las gestiones de la Asociación de Amigos del Castillo y Monumentos de Fuentes de Valdepero, acometiendo diversas obras de rehabilitación del castillo y acondicionamiento del entorno,  así como la edificación inserta en el patio de armas con destino a Archivo de la Diputación de Palencia Archivado el 17 de junio de 2010 en Wayback Machine..

## El edificio

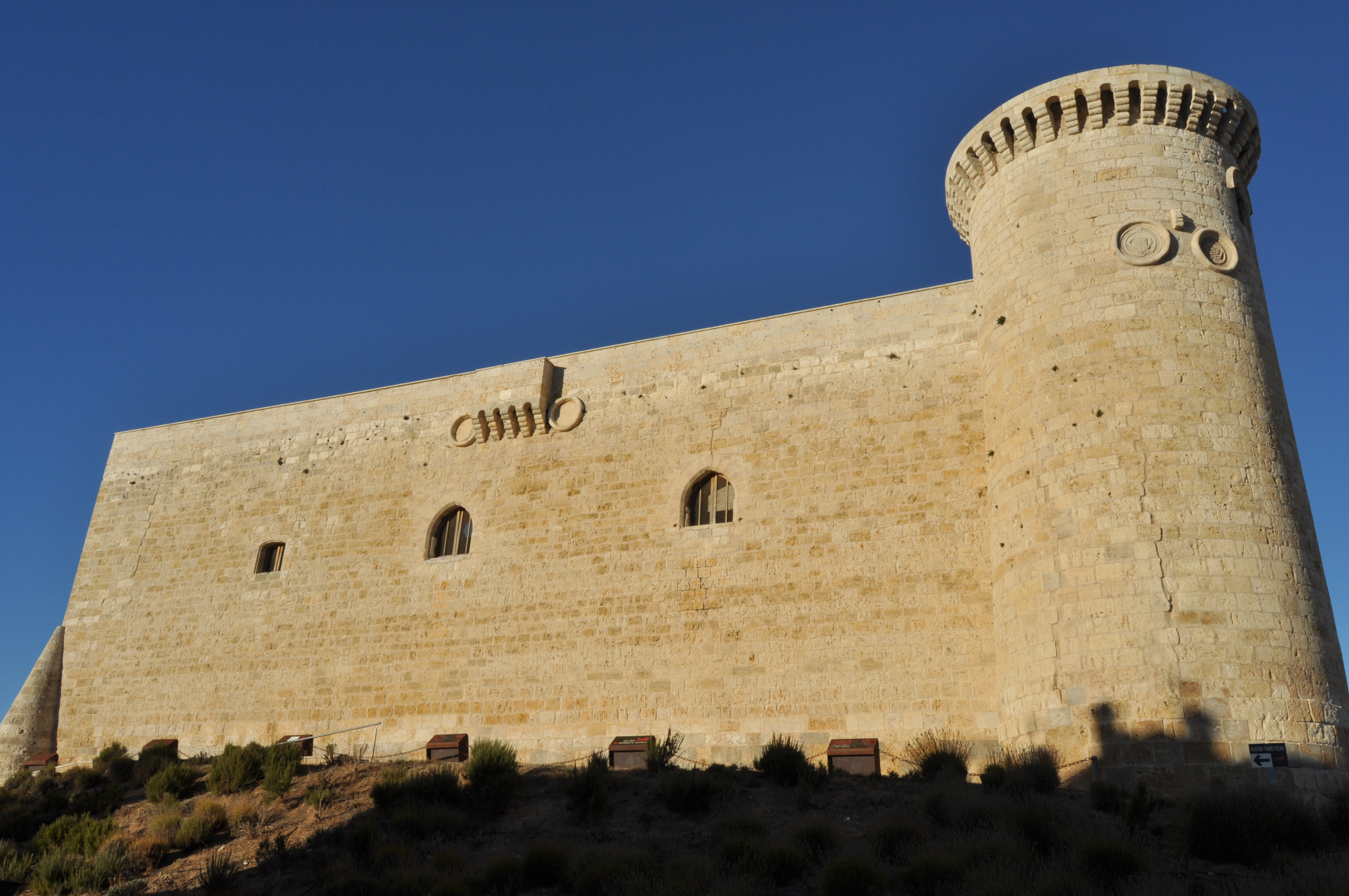
Vista de la torre

Construido en piedra con grandes sillares, presentaba un recinto cuadrado con cubos en las esquinas y una gran torre del homenaje en el lienzo norte.
Era en su tiempo esta fortaleza, arquitectónicamente hablando, la más importante de Castilla. Su torre del homenaje no tuvo rival en anchura y longitud y probablemente tampoco en altura. Contó, en su tiempo, con tres pisos abovedados, a lo que había que sumar el remate del adarve y las almenas, si es que esta parte alguna vez estuvo terminada. Con todo ello, su altura hubo de ser bastante superior a la actual. El grosor de sus muros es el mayor en España de todos los castillos del siglo XV, llegando en algunos lugares a los 11 metros de espesor. Todo esto, hará exclamar al condestable de Castilla, en enero de 1521, cuando escribe al emperador:
“...fortaleza que es una de las buenas que ay en Castilla de Casa llana...”.
Mide aproximadamente 60 metros de largo y 37 metros en su parte más ancha (patio de armas) ocupando una superficie de algo más de 2.000 metros², con un perímetro de 170 metros lineales. La torre del homenaje tiene una altura de 25 metros. Las medidas antiguas, suministradas por el Catálogo Monumental de la Provincia de Palencia, eran: “80 pies de alto, 130 de largo y 180 de ancho”.

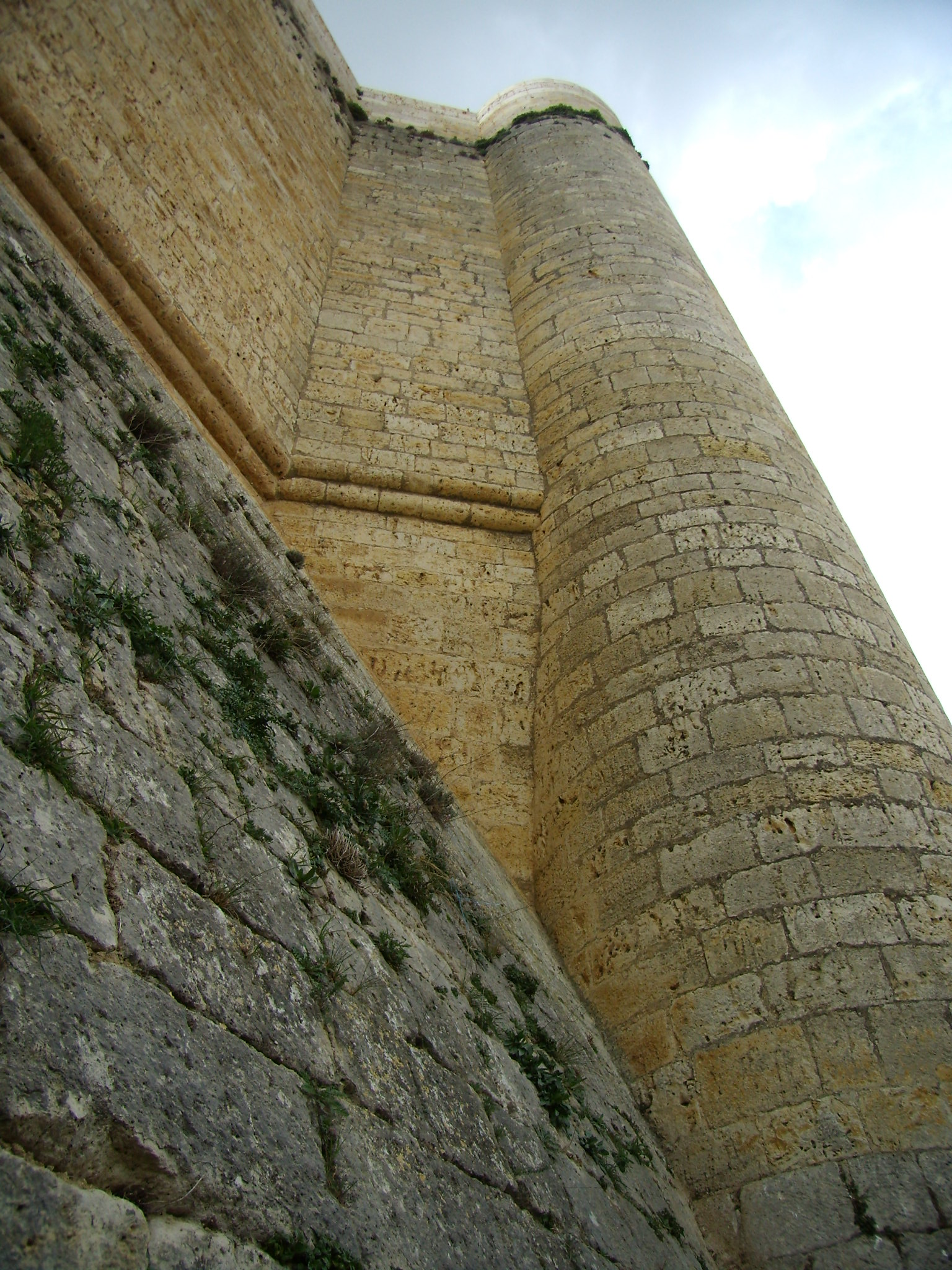
Detalle de uno de los muros

La disposición interior de los espacios, en la torre del homenaje, resulta muy interesante. La primera impresión es que está totalmente aislada de la otra zona: el patio de armas, desde el cual se puede acceder por una entrada en la esquina nordeste. Esta escalera pasa junto a uno de los habitáculos que instintivamente despierta el interés del visitante: la mazmorra, una habitación abovedada con una sola entrada en lo alto, que se unía a la escalera por un pasillo con una puerta en cada lado para hacerla todavía más segura. La escalera de acceso termina en una terraza encima del plinto y mirando al patio de armas. Desde aquí se puede entrar en la torre por dos puertas, que mediante escaleras en forma de espiral cuadrado dan paso a las habitaciones. El salón abovedado superior cuenta con cuatro diminutos almacenes a los que se accede por unos cortos pasillos en forma de “L”, estos habitáculos se repiten en el castillo de Peñafiel (Valladolid).
El patio de armas es más simple, consta de un cuadrado con un cubo amatacanado en cada esquina, de los que solamente se conservaba entero el del lado sudeste (consolidado recientemente), el del Nordeste estaba semiderruido y ha sido totalmente reconstruido. Los dos del lado oeste están totalmente destruidos, el del Sur, que probablemente lo fue durante la revuelta comunera, se reemplazó por un mojón. El acceso a los cubos se realizaba solamente desde lo alto del adarve, al que se llegaba desde la terraza que da paso a la torre del homenaje.
La entrada al patio de armas, que se encuentra en el lado este, está flanqueada por dos garitones con matacanes. En el cubo del sudeste podemos observar una preciosa ventana gótica ojival y dos escudos con las armas de los Sarmiento, que en su tiempo estuvieron protegidos por una marquesina, de la cual queda el canecillo que la soportaba. Rodeándolo todo existió una barrera baja y tal vez un foso, de los que no queda ningún vestigio actualmente.
Es obra de la llamada Escuela de Valladolid, pudiendo ser atribuido al mismo cantero que realizó las torres de Fuensaldaña, Peñafiel, Torrelobatón y la parte baja de Belmonte de Campos.
Su uso palaciego y residencial se puede constatar por antiguas fotos del castillo en las que se aprecia un antepecho plateresco en la galería alta del patio con columnas poligonales, elementos que probablemente son lo que hoy se encuentran en la iglesia parroquial de la localidad así como otros dos escudos también vinculados al linaje de los Sarmientos, a donde debieron trasladarse a finales del siglo XIX.

## Escudos

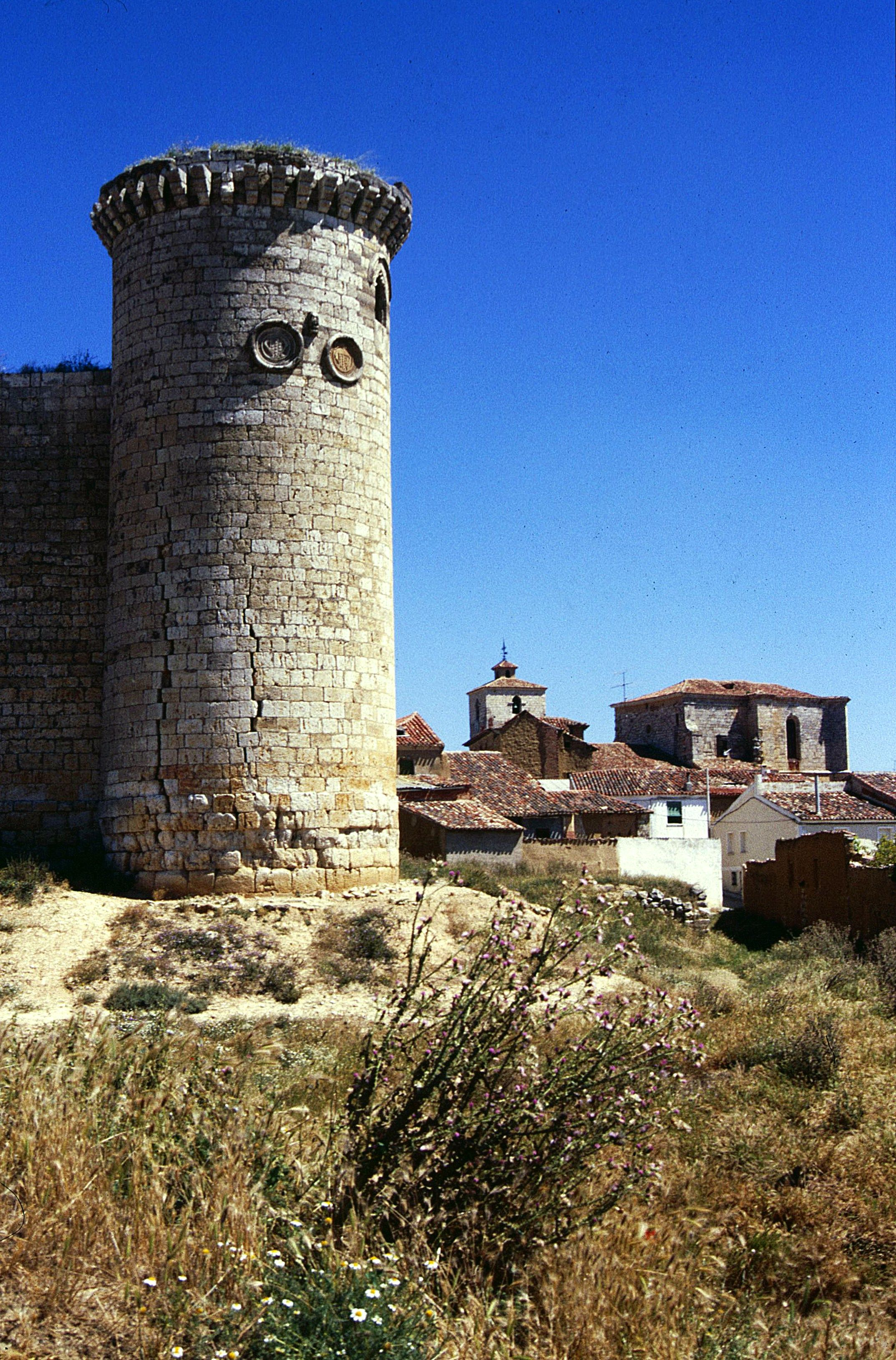
Cubo sudeste y localidad de Fuentes de Valdepero

En el cubo sudeste, el único de la construcción original que se mantuvo en pie, hay dos escudos circulares iguales, ambos sostenidos por una figura de hombre de rasgos arcaicos, que muestran las armas del adelantado Mayor de Galicia Don Diego Pérez Sarmiento: en campo de azur trece bezantes de oro dispuestos en tres palos (armas del linaje), orlado con la inscripción que dice:
“Don Diego Pérez Sarmiento conde de Santa Marta, adelantado mayor de Galisia”.
Hay dos escudos más completamente borrados en el lado Sur y otro suelto entre los garitones de la entrada principal en el lado Este.

## Leyenda
Este castillo también tiene su leyenda. Aseguran las gentes del pueblo que existió una espada cuya empuñadura, envuelta en un pergamino, se alojaba dentro del muro. Estaba situada, el arma, entre las dos rodelas que portan las armas de los Sarmiento, en el cubo del sudeste. En ese lugar salía la hoja de acero del muro y la razón de su existencia era simbolizar la jurisdicción criminal del señor sobre los vecinos. Para otros, tenía una utilidad más macabra, servía para ajusticiar a los condenados a muerte, arrojándolos desde las almenas sobre su hiriente filo. Pertenecía, el templado acero,  para unos al padre de Bernardo del Carpio, el conde de Saldaña, y para otros al propio héroe de Roncesvalles.